# Vrejlev Kloster

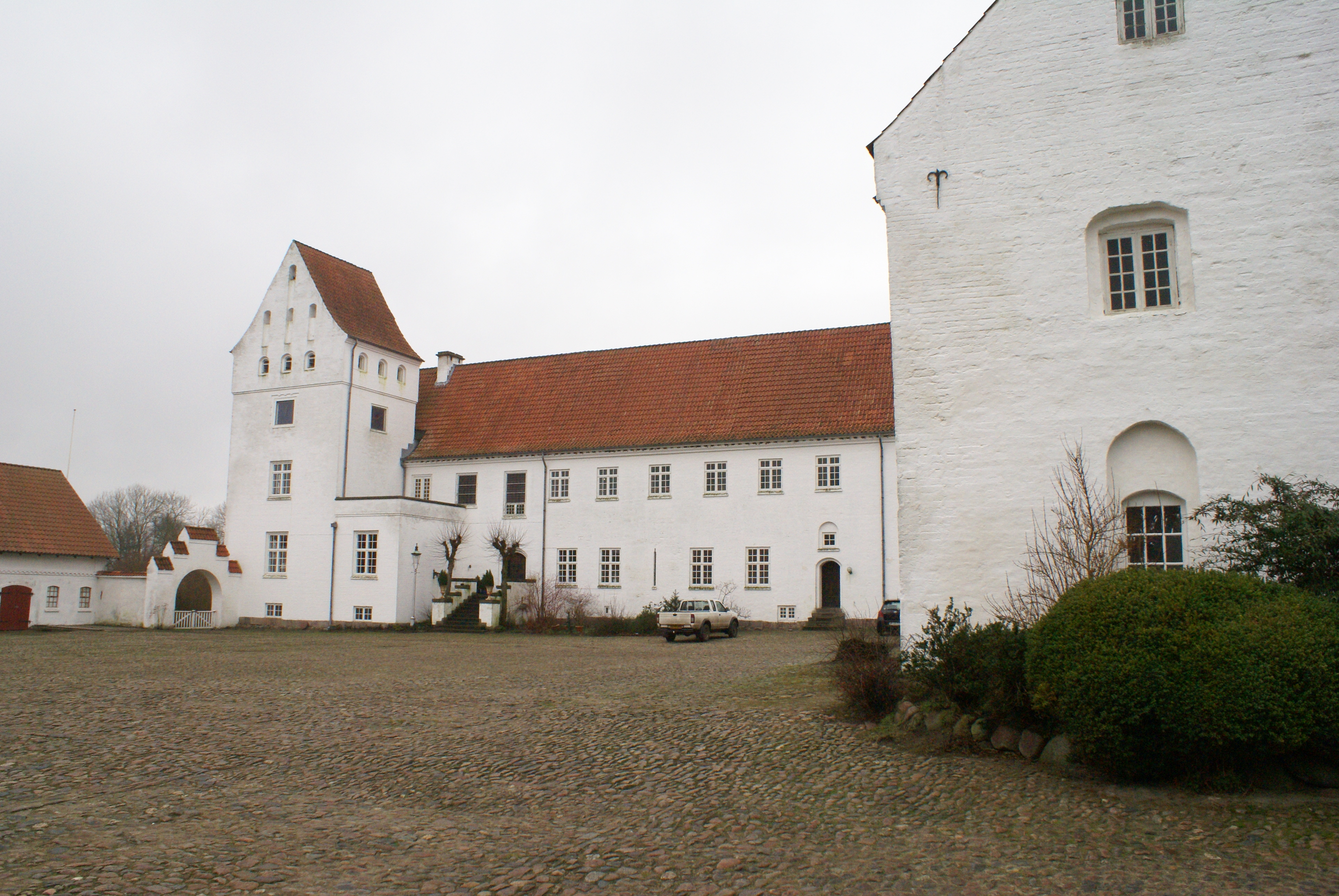
Vrejlev Kloster, 2000.

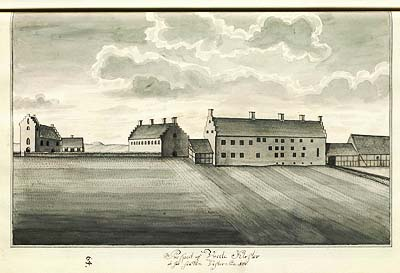
Teckning av Johan Jacob Bruun av Vrejlev Kloster sett västerifrån, 1754

Vrejlev Kloster är ett danskt tidigare nunnekloster och en herrgård i Vrejlevs socken i Hjørrings kommun i Nordjylland. Det har sitt ursprung i 1200-talet. Det ligger i anknytning till Vrejlevs kyrka med utsikt över byn Poulstrup. Vrejlev Kloster fungerade som nunnekloster under premonstratensorden ("de vita bröderna") fram till reformationen 1536. Vrejlev Kloster Gods är på 548 hektar.

## Historik
Vrejlev Kloster var till reformationen ett nunnekloster inom premonstratensorden. Det är inte känt exakt när det grundades, men det har antagits att det grundats som ett dotterkloster till munkklostret Børglums kloster. En broder därifrån hade 1215 sänts till Rom och till ordens moderkloster i Prémontré. Därifrån medförde han en påminnelse om att Børglums kloster inte hade rätt att uppta nunnor. Åtminstone 1254 var klostret i funktion och det nämns 1868 i ett testamente. Samtidigt tyder arkeologiska och byggnadsfakta om kyrkans form på att klostret kan ha uppförts tidigare och då som ett dubbelkloster. 
Klostret fick så småningom ett antal gods under sig. Vid reformationen drogs klostret in under Kronan och har därefter haft en lång rad ägare. Sedan 1932 har gården ägts av familjen Holst.

## Byggnader
Delar av de tidigare klosterbyggnaderna ingår i dagens gård. Dess norra flygel har ett tvåvånings stenhus, som uppfördes omkring 1200. Denna byggnad var på sin tid en södra flygel och en huvudbyggnad i den tidigare klosteranläggningen. Den västra flygeln återuppfördes efter en brand 1914 i medelåldersstil med ett torn på den södra gaveln och en låg utlöpande flygel mot väster. Kyrkan, som ursprungligen byggdes i romansk stil med tre skepp, byggdes om i sen medeltid till en gotisk tvåskeppskyrka med ett torn i väster.